# Jackalas No 2
Jackalas No 2 é uma vila localizada no distrito Nordeste em Botswana. Possuía, em 2011, uma população estimada de 1 222 habitantes.